# Ewa Ciepielewska
Ewa Ciepielewska (ur. 1 października 1960 w Wałbrzychu) – polska malarka, performerka i aktywistka.

## Życiorys
Urodziła się 1 października 1960 w Wałbrzychu. W 1984 roku ukończyła malarstwo na Państwowej Wyższej Szkole Sztuk Plastycznych we Wrocławiu, w pracowni prof. Konrada Jarodzkiego.

W 1982 roku, wraz z Bożeną Grzyb-Jarodzką i Pawłem Jarodzkim, współzałożyła grupę artystyczną LUXUS – jedną z kluczowych grup artystycznych lat 80. w Polsce. W przeciągu lat uczestniczyła w kilkudziesięciu wystawach formacji, a także współtworzyła Magazyn LUXUS oraz inne publikacje grupy. Wraz z Magdaleną Mosiewicz współorganizowała Lotny Festiwal poza Murami. W drugiej połowie lat 90. powołała stowarzyszenie Volans, którego celem jest wspieranie młodej sztuki.

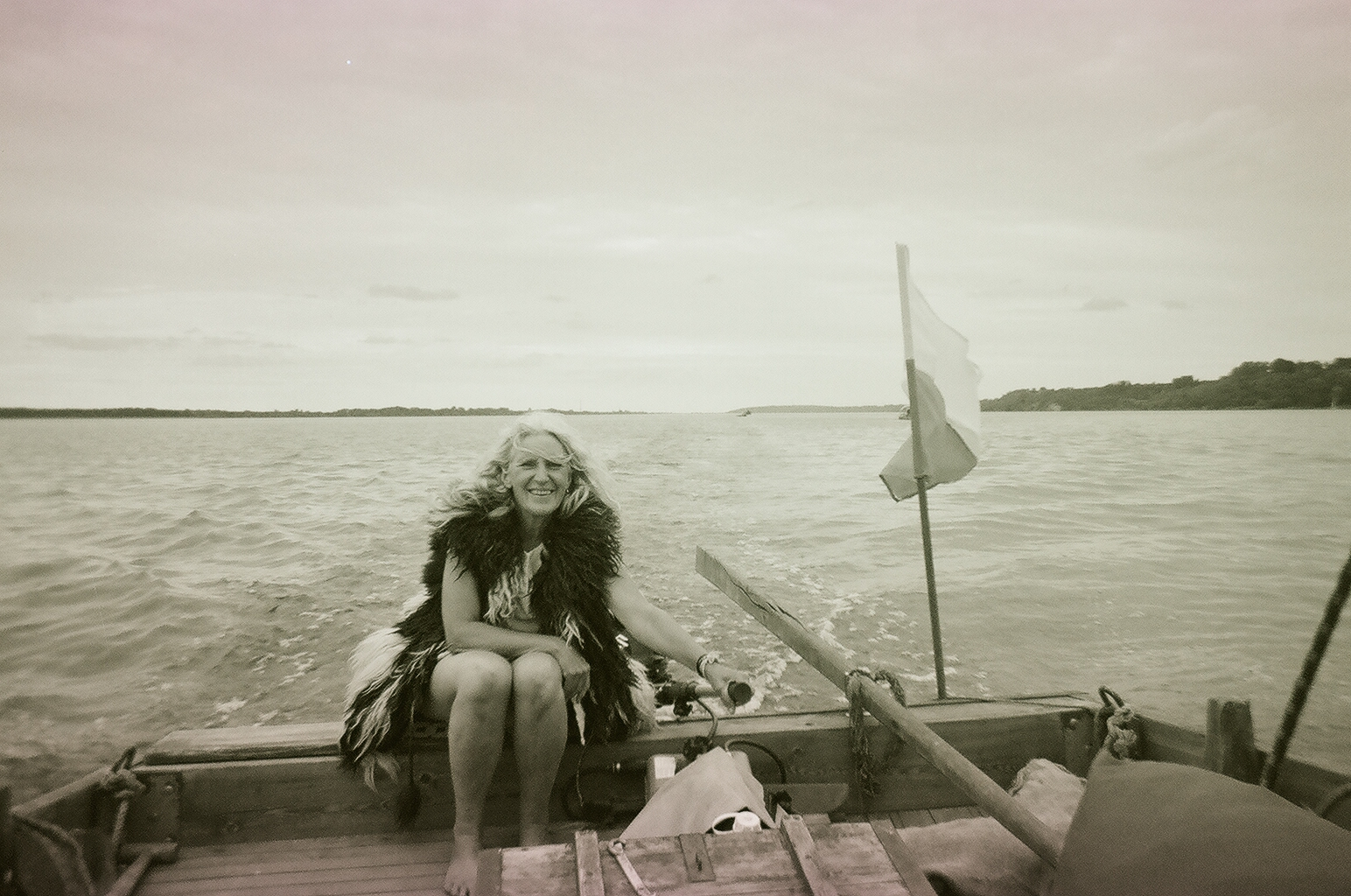
Ewa Ciepielewska, Flow/Przepływ na galarze SOLNY, rzeka Wisła, 2019.

Swoje działania artystyczne łączy z działaniami proekologicznymi i politycznymi. Oprócz malarstwa, tworzy również zaangażowane happeningi, murale oraz akcje plenerowe. Należy do Koalicji Ratujmy Rzeki. Od początku XXI w. silnie związana z Wisłą, czego wynikiem był projekt Flow/Przepływ (od 2015), który poprzez sztukę miał dbać o środowisko wodne. W ramach projektu prowadzone były rezydencje na Wiśle przeznaczone dla artystów, kuratorów i aktywistów. Rezultaty zostały przedstawione na wystawach m.in. w Berlin Hamburger Bahnhof (2018) i Alter Hafen w Berlinie (2017), czy w Gdańskiej Galerii Miejskiej (2016, 2018).

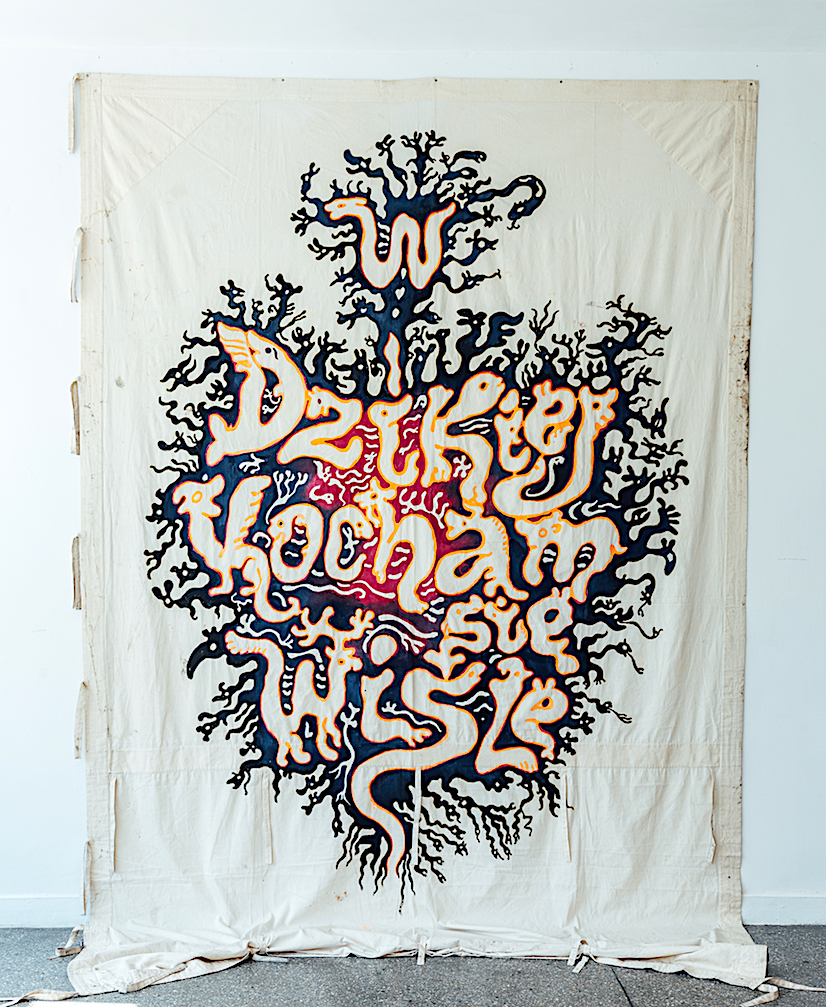
Żagiel W dzikiej kocham się Wiśle autorstwa Ewy Ciepielewskiej, 2018.

Jej prace pojawiły się na wystawach indywidualnych i zbiorowych m.in. w Muzeum Narodowym w Gdańsku, Centrum Sztuki Współczesnej „Łaźnia”, Muzeum Sztuki Nowoczesnej w Warszawie, Zachęcie – Narodowej Galerii Sztuki, Centrum Sztuki Współczesnej Zamku Ujazdowskim oraz Strykejernet w Oslo. Dzieła Ciepielewskiej są częścią zbiorów Muzeów Narodowych w Warszawie, Wrocławiu i Krakowie, a także w Muzeum Jerke w Recklinghausen.

## Nagrody i wyróżnienia
- 2020: Order Rzeki Wisły – nagroda środowiska flisackiego[1]
- 2020: Nagroda im. Katarzyny Kobro za rok 2019[1]